# الضريح البيزنطي سيدي عمر الجديدي
{{معلومات معلم
اسم = الضريح البيزنطي سيدي عمر الجديدي
```
| صورة   =  
| تعليق  =
| نوع   = ضريح
| معماري    = 
| ارتفاع    = 
| ت{مقالة غير مراجعة|تاريخ=فبراير 2023}}
```

 الضريح البيزنطي سيدي عمر الجديدي  هو معلم أثري تونسي مصنف من قبل المعهد الوطني للتراث يقع في ولاية القيروان في الوسط الغربي التونسي، تحديدا في مدينة سيدي عمر الجديدي تم تصنيف المعلم في يوم 8 ماي 1895 .

## مقالات ذات صلة
- قائمة المعالم الأثرية المصنفة في تونس